# Georg zu Ysenburg und Büdingen-Philippseich

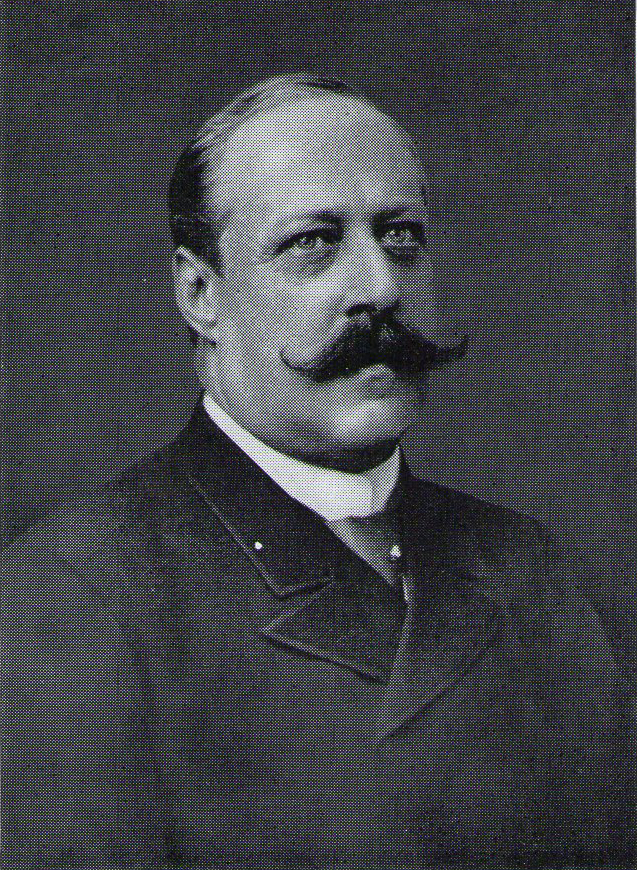
Georg zu Ysenburg und Büdingen-Philippseich

Georg Graf zu Ysenburg und Büdingen-Philippseich (* 23. April 1840 in Wertheim; † 18. August 1904 in Birstein) war ein deutscher Verwaltungsbeamter.

## Leben
Georg zu Ysenburg und Büdingen-Philippseich studierte an der  Hessischen Ludwigs-Universität. 1860 wurde er Mitglied des Corps Starkenburgia. Nach dem Studium trat er in den preußischen Staatsdienst. 1873 wurde er Oberamtmann des Oberamtes Gammertingen. 1875 wurde er als Landrat in den Kreis Halle (Westfalen) versetzt. 1896 schied er gesundheitsbedingt aus dem Dienst aus. Zuletzt lebte er in Wächtersbach.